# Ponts de Khudaafarin
Ponts de Khudaafarin o Khoda Afarin (àzeri: Xudafərin körpüləri, persa: پل خداآفرین:) són dos ponts d'arc que es troben a la frontera entre l'Iran i l'Azerbaidjan i connecten els costats nord i sud del riu Araxes. Localitzats a la històrica Ruta de la seda, el pont d'11 arcs va ser construït durant els segles XI-XII i el pont de 15 arcs durant el segle XIII.
Després de l'ocupació del Districte de Cəbrayıl per part de les forces armènies el 1993, els ponts estan sota control de la República d'Artsakh.

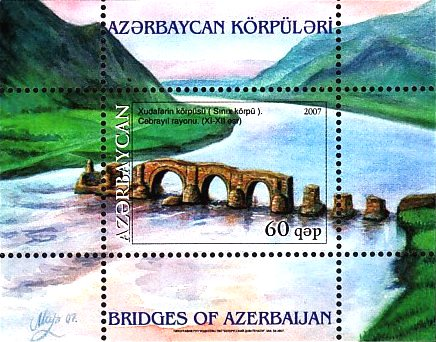
Primer pont en un segell de correus àzeri